# Sven Felski
Sven Günther Felski (ur. 18 listopada 1974 w Berlinie) – niemiecki hokeista, reprezentant Niemiec, olimpijczyk.

## Kariera
- Eisbären Berlin (1990–2012)

Wychowanek Dynamo Berlin i wieloletni zawodnik Eisbären Berlin. W sezonie DEL (2012/2013) nie wystąpił już z powodu kontuzji. W październiku 2012 roku zakończył karierę sportową, a jego numer 11 został zastrzeżony na przyszłość przez ten klub.
Uczestniczył w turniejach mistrzostw świata w 1998, 1999, 2001, 2003, 2005, 2006, 2007, 2008, 2009, 2010 oraz na Zimowych Igrzyskach Olimpijskich 2006 i 2010.
W 2012 otrzymał Berliński Order Zasługi.

## Sukcesy
Reprezentacyjne
- Awans do Elity MŚ: 2006

Klubowe
- Złoty medal mistrzostw Niemiec: 2005, 2006, 2008, 2009, 2011, 2012 z Eisbären Berlin
- European Trophy: 2010 z Eisbären Berlin

Indywidualne
- Mecz Gwiazd DEL: 2003, 2005, 2006, 2007, 2008, 2009,